# 黄钟宫
黄钟宫，亦作“黄鐘宫”。 宫调名，古代戏曲音乐名词，宫调之一。古代乐律名。黄钟宫富贵缠绵。

## 释义
古乐分十二律，阴阳各六，中吕为其一也。十二律制：古代律制，用三分损益法将一个八度分为十二个不完全相等的半音的一种律制。各律制度从低到高依次为：黄钟，大吕，太簇，夹钟，姑洗，仲吕，蕤宾，林钟，夷则，南吕，无射，应钟。又，奇数各律又称为“律”，偶数各律称为“吕”总称为“六律”，“六吕”，或简称为“正律”，乃对其半调（高八度各律）与倍律（低八度各律）而言。  古人认为每个宫调都有各自的风格，如“仙吕宫清新绵邈、南吕宫感叹伤悲、中吕宫高下闪赚、黄钟宫富贵缠绵、正宫惆怅雄壮、道宫飘逸清幽……”（周德清《中原音韵》）
《新唐书·礼乐志十二》：“正宫、高宫、中吕宫、道调宫、南吕宫、仙吕宫、黄钟宫为七宫。”
《碧鸡漫志·凉州曲》：《唐史》又云：‘其声在本宫调。今 凉州 见于世者凡七宫曲，曰黄钟宫、道调宫、无射宫、中吕宫、南吕宫、仙吕宫、高宫。不知 西凉 所献何宫也。
《燕乐考原·宫声七调》：“无射宫今为黄钟宫，用凡字者，今琵琶之凡字调也。”